# Râul Hurdugașu Mic
Râul Hurdugașu Mic este unul din cele două brațe care formează râul Hurdugașu.  

## Hărți
- Harta județului Harghita
- Harta Munților Călimani  Arhivat în 11 octombrie 2008, la Wayback Machine.